# Crocidura monticola
Crocidura monticola — вид ссавців із родини Soricidae, поширений в Індонезії та Малайзії.
Популяції з Малайського півострова, Суматри та Борнео тепер вважаються належними до Crocidura neglecta. Широко поширений вид C. neglecta sensu lato демонструє високий рівень різноманітності. Розбіжності між популяціями півострова Малайзія, західного та північно-східного Борнео є вищими, ніж серед багатьох інших визнаних споріднених видів, що свідчить про те, що вони можуть заслуговувати на особливий статус. Розмежування видів на основі приватного спільного використання алелів також підтримує визнання видового рівня цих популяцій і, можливо, також популяції Bukit Baka. Однак вони не були описані через відсутність морфологічних доказів і невелику кількість місцевостей, включених до аналізу розмежування видів. Щоб охарактеризувати дрібномасштабний розподіл цього різноманіття та вирішити таксономію цієї групи, необхідно збільшити колекцію зразків і географічне охоплення.